# Johann Gottlieb Portmann
Johann Gottlieb Portmann (* 4. Dezember 1739 in Oberlichtenau; † 27. September 1798 in Darmstadt) war ein deutscher Komponist.

## Leben
Portmann war der Sohn eines Schulmeisters. Da sein Vater früh verstorben war, kümmerte sich einer seiner Lehrerkollegen um die Ausbildung des Jungen. Er sorgte dafür, dass dieser ab 1751 die Kreuzschule in Dresden besuchen konnte. Dort entdeckte Portmann seine Liebe zur Musik und sang bei Opernaufführungen mit. Der Kantor Gottfried August Homilius brachte ihm die Grundlagen der Komposition nahe, so dass er zunächst ab 1759 an der Universität Leipzig Theologie studierte, dabei gewann seine Neigung zur Musik an Einfluss. So ging er nach Abschluss seiner Studien im Jahre 1765 nach Amsterdam und Straßburg. Er wandte sich schließlich Darmstadt zu, wo er im Dezember 1766 Tenorist und am 12. Mai 1769 Kantor und Collaborator am dortigen Pädagogium wurde. Portmann soll als erster den Akkordaufbau aus Terzen gelehrt haben.

## Werke
Kompositionen und Bearbeitungen
- Musik auf das Pfingstfest. Part. gestochen, Darmstadt um 1793.
- Magnificat. Ms.
- 8 Fugen für die Orgel oder Pianoforte. Ms.
- Bearb. v. Carl Heinrich Graun: Der Tod Jesu.
- Redaktion des Neuen Hessen-Darmstädtischen Gesangbuches. Darmstadt 1786 (NA des Graupnerschen Choralbuchs v. 1728).

Schriften
- Musikalischer Unterricht zum Gebrauch für Anfänger und Liebhaber der Musik überhaupt und für Schulmänner und Schulamts-Candidaten insbesondere. Krämer & Boßler, Darmstadt / Speyer 1785 (reader.digitale-sammlungen.de), Neubearb. v. J. K. Wagner, 1802.
- Leichtes Lehrbuch der Harmonie, Komposition und des Generalbasses, zum Gebrauch für Liebhaber der Musik, angehende und fortschreitende Musiker und Komponisten mit Vorschlägen einer neuen Bezifferung. Heyer, Darmstadt 1789 u. Gießen 1799.
- Die neuesten und wichtigsten Entdeckungen in der Harmonie, Melodie und dem doppelten Kontrapunkt. Heyer, Darmstadt / Gießen 1798.